# Charles Littlejohn
Charles William Berry Littlejohn (4 de enero de 1889-4 de agosto de 1960) fue un deportista británico que compitió en remo. Participó en los Juegos Olímpicos de Estocolmo 1912, obteniendo una medalla de plata en la prueba de ocho con timonel.

## Palmarés internacional
| Juegos Olímpicos | Juegos Olímpicos   | Juegos Olímpicos | Juegos Olímpicos |
| Año              | Lugar              | Medalla          | Prueba           |
| ---------------- | ------------------ | ---------------- | ---------------- |
| 1912             | Estocolmo (Suecia) | Medalla de plata | Ocho con timonel |